# Melanitis sumati
Melanitis sumati är en fjärilsart som beskrevs av Hans Fruhstorfer 1908. Melanitis sumati ingår i släktet Melanitis och familjen praktfjärilar. Inga underarter finns listade i Catalogue of Life.